# 梅森朱古力
梅森朱古力（法語：La Maison du Chocolat）是一家法国的朱古力生产商，由羅伯特·林克斯於1955年成立。公司成立時，原名拉·馬奎斯·德·普瑞斯勒。1970年，羅伯特在一次專家考察旅行中認識了另一位朱古力大師加斯東·勒諾特爾，並連同公司加入加斯東的團隊。1977年，羅伯特希望自立門戶，於是將拉·馬奎斯·德·普瑞斯勒售予給加斯東，自己另行成立今天的梅森朱古力。